# Bò Braunvieh
Bò Braunvieh (tiếng Đức, có nghĩ là "bò nâu") là một giống hoặc một nhóm các giống bò có nguồn gốc từ Thụy Sĩ và phân bố khắp vùng núi Alps. Các giống bò Braunvieh ban đầu là giống ba mục đích, được sử dụng cho sản xuất sữa, cho thịt và cho công việc đồng áng; Braunvieh hiện đại chủ yếu là giống bò sữa.

## Lịch sử
Các giống bò Braunvieh xuất phát từ giống bò núi màu xám nâu phát triển từ thời trung cổ ở bang Schwyz miền Trung Thụy Sĩ. Các tài liệu từ cuối thế kỷ thứ mười bốn tại Tu viện Einsiedeln ghi lại sự xuất khẩu của gia súc như vậy đến Vorarlberg, bây giờ là một phần của Áo.:716 Cuốn sách đầu tiên được biết đến về giống bò được lưu giữ tại tu viện Braunvieh từ năm 1775. đến năm 1782.:718 Mô tả từ năm 1795 về bò Schwyzer gọi chúng là giống bò lớn nhất và tốt nhất của đất nước.:130:719
Braunvieh được trưng bày tại Triển lãm Universelle năm 1855 tại Paris và tại Triển lãm Quốc tế năm 1862 ở London.
Các Schwyz và hai giống khác của bò Alps đã được công nhận vào năm 1875, và năm 1879 ba được kết hợp thành một cuốn sách về giống duy nhất với tên Schweizerische Braunvieh.:19
Năm 1897, hiệp hội các nhà lai tạo, Verbands Schweizerischer Braunviehzucht-Genossenschaften, được thành lập tại Bünzen, bang Aargau.
Giữa năm 1967 và 1998 đã có sự lai tạo đáng kể với bò nâu Thụy Sĩ - Hoa Kỳ với mục tiêu cải thiện năng suất sữa, kích thước thân hình và cấu tạo bầu vú.:11 Ở Đức, chương trình cải thiện giống trở thành một chương trình thay thế; đến năm 1994, sự đóng góp về mặt di truyền của Bò nâu Thụy Sỹ đến Braunvieh đã đạt 60%.